# Quintal, Haute-Savoie
Quintal är en kommun i departementet Haute-Savoie i regionen Auvergne-Rhône-Alpes i sydöstra Frankrike. Kommunen ligger i kantonen Seynod som tillhör arrondissementet Annecy. År 2022 hade Quintal 1 252 invånare.

## Befolkningsutveckling
Antalet invånare i kommunen Quintal
| Referens: INSEE |